# Beanacre
Beanacre è un villaggio nella parrocchia civile di Melksham Without nella contea del Wiltshire che si trova nel Sud Ovest dell'Inghilterra, Regno Unito. 

## Geografia

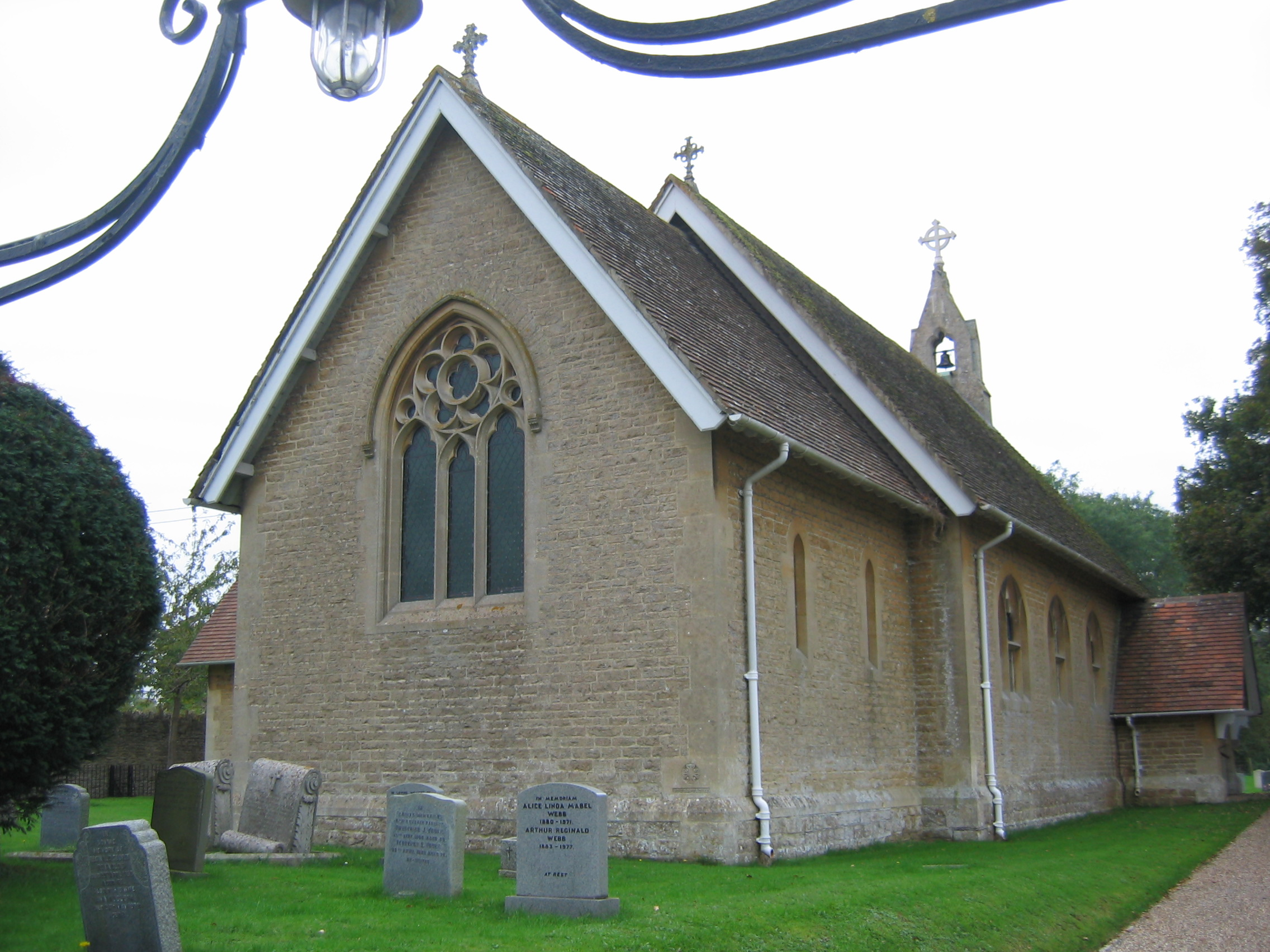
Chiesa di San Barnaba a Beanacre

Il territorio del villaggio di Beanacre rientra in quello della parrocchia civile di Melksham Without e si trova a un'altezza media sul livello del mare di 41 metri nell'ampia valle del fiume Avon, col fiume che scorre a est. Si trova a nord rispetto all'area che era occupata dalla foresta reale fino al XVII secolo. Il terreno è principalmente su argilla di Oxford.

## Storia
Il territorio di recente ha dato evidenze di insediamenti di epoca romana e anche preistorica. Beanacre è la parte più antica della parrocchia di Melksham Without e viene menzionata per la prima volta nei registri immobiliari del 1275. L'Old Manor House fu costruita nel XV secolo. Il suo nome deriva da "campo di fagioli". Il maniero di Beanacre è menzionato per la prima volta nel 1296, anche se è possibile che esista una precedente registrazione del 1275. Era di proprietà dell'abbazia di Amesbury ed era detenuto da varie famiglie tra cui Bluet, Baynard e Daniell. La casa padronale, Beanacre Old Manor, ha una sala aperta e un solarium della fine del XIV secolo, che furono ristrutturati all'inizio del XVI secolo, mentre la cappella sul retro è del 1500 circa. Il villaggio sembra essersi sviluppato attorno alla casa padronale con fattorie e cottage, anche se, a parte gli edifici dell'Old Manor, non c'è nulla di anteriore al XVII secolo. Ci sono spazi vuoti tra gli edifici esistenti che potrebbero indicare i siti di ex case o potrebbe essere un segno che c'era più terra di fronte alla strada di quanto fosse richiesto dal piccolo numero di abitanti. Di sicuro l'insediamento si è sviluppato verso nord rispetto al suo sito originale attorno all'Old Manor, la parte del villaggio ora aggirata, sebbene sia possibile che ci fosse un insediamento precedente attorno all'incrocio della Whitley Road, in seguito nota come Upper Green. C'è ancora un divario tra i due insediamenti e sembrerebbe che la parte settentrionale fosse costituita principalmente da piccoli cottage. Le abitazioni nella parte settentrionale del villaggio sono state costruite per la maggior parte negli ultimi 200 anni e sono costituite principalmente da cottage del XIX secolo e case unifamiliari del XX secolo. La linea ferroviaria per Chippenham corre da sud a nord parallelamente al villaggio a ovest, mentre il fiume Avon scorre in una direzione simile a est. Il villaggio è principalmente residenziale, circondato da terreni agricoli, ma Beechfield House, costruita per il gentiluomo contadino locale Richard Keevil nel 1870, è divenuto un hotel e un ristorante.

### Insediamento romano-britannico
Nel 2015, durante la costruzione di una linea di alimentazione elettrica per la linea ferroviaria Great Western, gli scavi hanno portato alla luce un grande insediamento romano-britannico, precedentemente sconosciuto, a nord di Beanacre. Si sono avuti ritrovamenti di selce lavorata che forniscono prove di attività umana durante il periodo di passaggio dal Mesolitico al Neolitico e poi in tempi successivi. Un piccolo gruppo di buche per pali, due delle quali contenevano reperti dell'età del bronzo, suggeriscono che potrebbe esserci stata un'attività stanziale sul sito in tale periodo. Non si sono trovate prove di occupazione successiva, nell'età del ferro. L'insediamento romano-britannico che si è avuto più tardi, e del quale si sono trovate le prove, si estendeva a cavallo della principale strada romana tra le città di Aquae Sulis, Verlucio e Cunetio, tutte esistite nella seconda metà del I secolo. Le prime caratteristiche all'interno dell'insediamento di Beanacre risalgono a tale epoca, il che suggerisce che fu probabilmente fondato subito dopo che venne tracciata la strada tra queste città. Nella sua massima estensione l'insediamento lungo la strada probabilmente continuava per quasi un km e comprendeva un'estensione di 12-20 ettari. La zona di maggior attività era lungo la strada principale, con ulteriori aree di attività meno intensa all'interno di recinti arretrati rispetto alla facciata stradale. La struttura più antica all'interno dell'insediamento era un insolito edificio con strutture in parte infossate risalente alla fine del I o all'inizio del II secolo. Questo edificio conteneva due focolari e due sepolture infantili. Queste caratteristiche trovano similitudini in strutture romano-britanniche del Kent e del Leicestershire. Altre due sepolture a inumazione sono state scoperte in altre parti del sito. Una è quella di un adulto trovato vicino al confine di un recinto mentre l'altra riguarda un neonato, che è stato sepolto all'interno di un edificio. Entrambi i contesti di sepoltura sono tipici del periodo.
L'aspetto più interessante dell'insediamento è la presenza di un gran numero di forni rivestiti in pietra e argilla, 41 in totale, la maggior parte dei quali risale al periodo romano-britannico medio. Sembra che questi forni venissero usati principalmente per cucinare, il che suggerisce che la preparazione di cibo, in particolare arrosto di maiale e pane, fosse una funzione importante svolta per l'economia dell'insediamento. La situazione osservata risulta in qualche modo insolita e non del tutto spiegabile perché la produzione alimentare sarà probabilmente servita anche all'approvvigionamento dei viaggiatori di passaggio ma la densità dei forni è molto più alta di quanto registrato in precedenza in insediamenti comparabili. I reperti più notevoli dello scavo sono stati due piccoli altari in pietra, che sono stati trovati insieme, a pochi metri a nord della strada romana principale, e vicino a un'insolita sepoltura di cane e a un pozzo rivestito di pietra. Gli altari potrebbero indicare la posizione di un santuario lungo la strada, il che suggerisce che il sito rivestisse anche un'importanza religiosa, anche se non è chiaro quanto fosse significativo in termini di funzione dell'insediamento. Durante il tardo periodo romano-britannico furono costruiti edifici con fondamenta in pietra e altre strutturutilizzando la pietra locale estratta dalle cave. Non è chiaro se la sovrastruttura di questi edifici fosse in pietra o in legno, ma la profondità delle fondamenta suggerisce che probabilmente fossero alti più di un piano. La quasi assenza di tegole in ceramica e quantità relativamente piccole di tegole in pietra fanno pensare che la maggior parte degli edifici fosse probabilmente ricoperta di paglia. È stato anche individuato un forno per l'essiccazione dei cibi con resti di vegetali carbonizzati simile a quelli recuperati in altri forni di cottura ed è un tipico esempio del suo tipo. Questo insediamento sembra essere stato abbandonato nel IV secolo e il sito è successivamente tornato a un uso puramente agricolo. La strada romana ha tuttavia continuato a essere utilizzata fino al periodo post-medievale, quando l'usura e l'erosione naturale avevano trasformato la precedente strada in una strada cava.

## Monumenti e luoghi d'interesse
- Chiesa di San Barnaba (in inglese Church of St Barnabas). La chiesa anglicana risale al XIX secolo. Il luogo di culto appartiene alla diocesi di Salisbury e dal 13 febbraio 1985 è considerata un monumento classificato di secondo grado per il suo particolare interesse storico e architettonico.[7][8]
- Beanacre Old Manor. Monumento classificato di primo grado per il suo particolare interesse storico e architettonico.[9]
- Beanacre Manor with Dairy. Monumento classificato di secondo grado.[10]